# 22-я самоходно-артиллерийская бригада
22-я лёгкая самоходная артиллерийская Невельская Краснознамённая ордена Суворова бригада — воинское соединение Вооружённых сил СССР в Великой Отечественной войне.

## История
. Ведёт свою историю от 236-й отдельной танковой бригады, которая была сформирована в г. Горький в июле 1942 года. Первоначально в состав бригады входили 152-й, 474-й танковые, мотострелковый батальоны и другие подразделения. После сформирования бригада была включена в действующую армию и с 30 июля в составе 30-й, затем 29-й армии Калининского фронта участвовала в Ржевско-Сычёвской наступательной операции.
После ожесточённых боёв под Ржевом была выведена в резерв Ставки ВГК. 
С 20 октября до ноября 1943 года в составе войск Калининского фронта вела боевые действия по освобождению Калининской, Смоленской областей и восточных  районов Белоруссии.
За отличие в боях при прорыве сильно укреплённой обороны противника и освобождении г. Невель была удостоена почётного наименования Невельской (7 октября 1943 года ).
20 февраля 1944 года была переформирована в 22-ю самоходную артиллерийскую бригаду. До июля 1944 года её личный состав занимался боевой и политической подготовкой в Московском военном округе.
В начале июля бригада включена в  4 ТА (с 17 марта 1945 года — 4 гв. ТА) 1-го Украинского фронта, в которой действовала до конца войны. 
За успешные боевые действия при овладении г. Львов в ходе Львовско-Сандомирской наступательной операции 1944 года награждена орденом Красного Знамени (10 августа 1944 года ).
За образцовое выполнение заданий командования в ходе наступления к р. Одер (Одра) и при овладении гг. Милич и Равич (23 января) в Сандомирско-Силезской наступательной операции 1945 года была награждена орденом Суворова 2-й степени (19 февраля 1945 года ).
Высокое боевое мастерство личный состав бригады показал в феврале—марте 1945 года в Нижне-Силезской и Верхне-Силезской наступательных операциях. 
За проявленные личным составом отвагу, стойкость, мужество, и организованность, умелое выполнение боевых задач бригада была удостоена гвардейского звания (17 марта 1945 года ) и стала именоваться 70-й гвардейской самоходной артиллерийской бригадой. 

 
Завершила войну как 70-я гвардейская самоходная артиллерийская Невельско-Берлинская ордена Ленина, Краснознамённая, орденов Суворова, Кутузова и Богдана Хмельницкого бригада 

## Состав бригады
- Управление бригады
- Рота управления
- Разведывательная рота
- 1-й самоходно-артиллерийский дивизион (21 - СУ-57: 4 батареи, по 5 СУ-57, 1 СУ-57 - командира дивизиона)
- 2-й самоходно-артиллерийский дивизион (21 - СУ-57: 4 батареи, по 5 СУ-57, 1 СУ-57 - командира дивизиона)
- 3-й самоходно-артиллерийский дивизион (21 - СУ-57: 4 батареи, по 5 СУ-57, 1 СУ-57 - командира дивизиона)
- Моторизованный батальон автоматчиков
- Зенитно-пулемётная рота
- Рота технического обеспечения

## Подчинение
- В составе Действующей Армии с 17.03.1945 по 11.05.1945.

## Командование
Командиры бригады 
- подполковник, с июня полковник Чупров, Нил Данилович (июль 1942—октябрь 1943),
- полковник В. И. Приходько (ноябрь 1943— февраль 1945),
- подполковник Корнюшкин, Николай Фёдорович (февраль—май 1945).
- Начальники штаба бригады
- гв. подполковник Костин, Михаил Данилович май 1945

## Награды и наименования
| Награда (наименование)    | Дата                 | За что получена |
| ------------------------- | -------------------- | --- |
| Гвардейская               | 17 марта 1945 года   | за образцовое выполнение заданий командования и проявленные личным составом отвагу и мужество в боях с немецко-фашистскими захватчиками                                                                                 |
| Невельская                | 7 октября 1943       | За отличие в боях при овладении г. Невель была удостоена почётного наименования Невельской |
| Берлинская                | 4 июня 1945 года     | За боевые отличия при штурме советскими войсками г. Берлин удостоена почётного наименования Берлинской |
| Орден Ленина              | 4 июня 1945 года     | За высокую воинскую доблесть бригады в Берлинской и Пражской наступательных операциях |
| Орден Красного Знамени    | 10.08.1944           | За образцовое выполнение заданий командования в боях с немецкими захватчиками, за овладение городом Львов и проявленные при этом доблесть и мужество                                                                    |
| Орден Суворова II степени | 19 февраля 1945 года | За образцовое выполнение заданий командования в ходе наступления к р. Одер (Одра) и при овладении гг. Милич и Равич (23 января) в Сандомирско-Силезской наступательной операции награждена орденом Суворова 2-й степени |
| Орден Кутузова II степени | 26 апреля 1945       | За образцовое выполнение заданий командования при разгроме группировки немецко-фашистских войск северо-западнее Оппельн награждена орденом Кутузова 2-й степени                                                         |